# Liste des maires de Mozac
 (avril 2015).
Si vous disposez d'ouvrages ou d'articles de référence ou si vous connaissez des sites web de qualité traitant du thème abordé ici, merci de compléter l'article en donnant les références utiles à sa vérifiabilité et en les liant à la section « Notes et références ».
Cette page liste les maires de Mozac depuis 1790. Au total, vingt-quatre maires se sont succédé  à la tête de la municipalité.

## Liste de maires

### 1790 – 1847
- 28 février 1790 – 13 novembre 1791 : Gabriel Mercier, premier maire de la commune, seigneur des fiefs de Portabéraud, La Mende et La Tour à Mozac[1]. Il est élu par 95 voix sur les 98 citoyens actifs de Mozac. Le procureur de la commune (premier adjoint) est Jean-Baptiste Rougier (élu par 85 voix sur les 98). Une rue Gabriel-Mercier, baptisée par la municipalité Lepetit, porte son nom à Mozac.
- 14 novembre 1791 – 9 décembre 1793 : Jean Bœuf. Le 13 novembre 1791, 33 citoyens actifs votent pour renouveler la municipalité. Jean-Baptiste Rougier obtient 32 voix, mais il refuse de devenir maire. Une nouvelle séance a lieu le lendemain en présence de 20 citoyens actifs. Guillaume Rougier remporte 16 voix mais il refuse aussi. Le même jour, on procède à un nouveau scrutin, en présence de 27 citoyens actifs et c'est Jean Bœuf qui est finalement élu maire avec 18 voix.
- 9 décembre 1793 – 23 nivôse de l'an III : Jean Bœuf. Le 9 décembre 1793, sur 63 votants, Jean-Baptiste Rougier obtient 38 voix mais il refuse à nouveau d'occuper cette fonction. On procède à un nouveau scrutin le même jour : Jean Bœuf obtient 38 voix sur 42 votants. Il accepte cette sollicitation et est donc réélu.
- 23 nivôse de l'an III – 20 messidor de l'an VIII : Jean-Baptiste Rougier. Il était depuis la constitution de la commune en 1790 procureur du Conseil municipal (premier adjoint). Le 23 nivôse de l'an III, conformément à un arrêté du représentant du peuple, Musset, en mission dans le département du Puy-de-Dôme et en date du 30 frimaire de l'an III, la municipalité est destituée. Ainsi Jean Bœuf est arbitrairement remplacé par Jean-Baptiste Rougier, car dans l'arrêté on constate que « les conseils généraux des petites communes sont difficiles à composer à cause de la pénurie de sujets, occupés par les travaux de l'agriculture ».
- 20 messidor de l'an VIII – 10 avril 1804 : Blaise Tailhand. Il est nommé par le préfet du Puy-de-Dôme le 20 messidor de l'an VIII. L'ancien maire Jean Bœuf devient son « adjoint à la mairie ».
- An XII (1804) – 1815 : Jean-Baptiste Rougier
- 1815 – 8 octobre 1845 (décès) : Jean-Baptiste Rougier. Second mandat de maire.
- 6 décembre 1846 – 16 juin 1847 : François Chambreuil

### 1847 – 1871
- 21 juillet 1847 – 14 septembre 1865 : Pierre Marsin
- 14 septembre 1865 – ? : Jacques Jabot-Montagnon. Premier mandat de maire.
- vers 1866 – 1867 : Pierre Marsin
- 21 juillet 1867 – 13 mai 1871 : Antoine Bœuf (1805-1889)

### Troisième République
- 13 mai 1871 – 9 mars 1874 : Édouard Bossi (1829-1905)
- 9 mars 1874 – 17 janvier 1875 : Peyrin Carton
- 17 janvier 1875 – 8 octobre 1876 : Michel Jerzaguet (propriétaire meunier)
- 8 octobre 1876 – 18 mai 1884 : Jacques Jabot-Montagnon. Second mandat de maire.
- 18 mai 1884 – 13 mai 1900 : Michel Jerzaguet. Second mandat de maire.
- 13 mai 1900 – 15 mai 1904 : Antoine Just Philibert Coste (ancien conseiller municipal de 1863 à 1868 et adjoint au maire de Riom de 1865 à 1868 ; ancien maire des Salles et ancien conseiller général de Noirétable (vice-président du conseil général de la Loire) de 1868 à 1883). Il est élu conseiller municipal de Mozac le 2 mai 1884 et devient adjoint du maire Michel Jerzaguet, avant de le remplacer en 1900.
- 15 mai 1904 – 30 janvier 1927 : Dr Henri Imbert. Réélu maire le 10 mai 1908, le 19 mai 1912, le 10 décembre 1919 et le 10 mai 1925. Il démissionne en janvier 1927 mais reste conseiller municipal, laissant la place à son adjoint, Louis Dalmas.
- 30 janvier 1927 – 1931 (décès en fonction) : Louis Dalmas
- 8 août 1931 – 6 novembre 1931 (décès en fonction) : Bonnet Rellier. Adjoint de Louis Dalmas, il le remplace à sa mort, après désignation du conseil municipal le 8 août 1931.
- 5 décembre 1931 – 16 mai 1936 (décès en fonction) : Dr Henri Imbert. Il revient au pouvoir le 5 décembre 1931 à la suite du décès de Bonnet Rellier. Il est réélu maire le 19 mai 1935.
- 14 juin 1936 - 10 juin 1941 (dissolution par arrêté du ministère de l'Intérieur) : Antonin Serrange (né en 1867 - décédé en 1948). Une rue de Mozac, baptisée par la municipalité Vacant, porte son nom.

### État français
- 10 juin 1941 : Une délégation spéciale composée de trois membres est nommée par arrêté du Ministre de l'Intérieur. Elle est composée du Dr Joseph Imbert, président, de M. Pierre Brosson et de M. Antoine Garret.

### Après la Libération
- 17 novembre 1944 : Sous le Gouvernement provisoire de la République française, un arrêté préfectoral dissout la délégation spéciale, rétablit six membres de l'ancien conseil municipal dans leurs fonctions et désigne quatre conseillers municipaux supplémentaires. Le Dr Joseph Imbert est élu maire de Mozac.
- 18 mai 1945 – 1er novembre 1947 : Victor Domas (SFIO). Les élections municipales françaises de 1945 sont les premières depuis la Libération de la France. Le dernier maire démocratiquement élu, Antonin Serrange, avait été révoqué par l'État français le 10 juin 1941.
- 1er novembre 1947 – 1953 : Eugène Thivrier (SFIO). Il était premier adjoint du maire précédent.
- 1953 – 1965 : Raymond Hulet (DVD). Deux mandats.
- 14 mars 1965 – 18 juin 1995 : Edmond Vacant (PS). Cinq mandats de maire. Député, conseiller régional d'Auvergne, conseiller général du canton de Riom-Ouest (1967-1988) puis du canton de Pionsat (1992-†1997).
- 18 juin 1995 – 15 mai 2006 : Michel Lepetit (DVD). Premier vice-président de Riom-Communauté chargé de l'économie. Sa liste « Réussir Mozac » est réélue pour un second mandat lors des élections municipales du 11 mars 2001 (58,44 % face à la liste de gauche menée par Gérard Lachaud qui obtient 41,56 %). Michel Lepetit se présente à l'élection cantonale partielle de Riom-Ouest en mars 2006, sans étiquette mais soutenu par l'UMP, mais est battu au second tour par la candidate socialiste, Dominique Bosse. Il annonce sa démission le 10 mai 2006 pour raison de santé, mais il reste au conseil municipal et vice-président de Riom-Communauté jusqu'à la fin du mandat en mars 2008.
- 15 mai 2006 – 2008 : Michel Arsac (DVD). Il a été élu par le conseil municipal à la suite de la démission de Michel Lepetit.
- mars 2008 – mars 2014 : Michel Arsac (DVD). Premier vice-président de Riom-Communauté chargé de l'économie.
- depuis mars 2014 : Marc Régnoux. Vice-président du Grand Clermont. Réélu le 28 mai 2020[2]. Vice-président de Riom Limagne et Volcans délégué aux finances et à l'administration depuis le 15 juillet 2020.